# Claude Laurgeau
 (février 2012).
Si vous disposez d'ouvrages ou d'articles de référence ou si vous connaissez des sites web de qualité traitant du thème abordé ici, merci de compléter l'article en donnant les références utiles à sa vérifiabilité et en les liant à la section « Notes et références ».
Claude Laurgeau, né en novembre 1942, est un professeur et roboticien français. Il s'est intéressé à un domaine d'application spécifique : le "Système de Transport Intelligent".
Il est professeur à l'université de Nantes de 1975 à 1982, puis directeur du département "Recherche robotique productique" à l'Agence de l'informatique de 1982 à 1987
Il est nommé en 1989 professeur à l’École des Mines de Paris où il crée le Centre de recherches en robotique (CAOR), qu'il dirige jusqu'en février 2008. Il prend officiellement sa retraite fin 2010, tout en continuant à collaborer à des projets de recherche appliquée.
Il a contribué à la création de plusieurs entreprises "start-up" en robotique, tant à l'Agence de l'Informatique qu'à l'École des mines.
Il est président de la société INTEMPORA qui développe et édite le logiciel RTMaps.

## Distinctions
- Commandeur des palmes académiques
- Officier de l'ordre national du mérite
- Grand Prix du Jury aux Trophées Léonard 2004
- Lauréat du Prix Engelberger

## Principaux ouvrages
- Fondateur d'une collection d'ouvrages sur la Novotique
- Auteur de nombreux livres sur la robotique dont Les automates programmables Dunod, 1978
- Les machines de vision - ETA, 1986
- Les automatismes industriels - SCM, 1977
- Les langages pour la Robotique - Hermès,
- Comprendre la Robotique - AFRI
- Le siècle de la voiture intelligente - aux Presses des Mines 2009